# 邁索爾邦
邁索爾邦是印度的一個已經撤銷的一級行政區，設立於1947年，其前身是邁索爾王國，首府設在班加羅爾。1956年，該邦被併入卡納塔克邦。